# گروه بد
دار و دستهٔ بد یا گروه بد (انگلیسی: The Bad Batch) یک فیلم دلهره‌آور ویران‌شهری آمریکایی محصول سال ۲۰۱۶ به نویسندگی و کارگردانی آنا لیلی امیرپور است. این فیلم دربارهٔ زنی جوان (سوکی واترهاوس) است که به بیابانی تبعید می‌شود و در آنجا مورد حملهٔ گروهی از آدم‌خواران به رهبری مردی به نام میامی‌من (جیسون موموآ) قرار می‌گیرد و به‌سختی جان سالم به در می‌برد و خود را به اجتماع عجیبی می‌رساند که توسط رهبری فرهمند (کیانو ریوز) اداره می‌شود. جیووانی ریبیسی نیز در این فیلم نقش‌آفرینی می‌کند.
دستهٔ بد برای رقابت در بخش شیر طلایی هفتاد و سومین جشنواره بین‌المللی فیلم ونیز انتخاب شد، جایی که جایزهٔ ویژهٔ هیئت داوران را دریافت کرد. این فیلم در ۲۳ ژوئن ۲۰۱۷ توسط نئون به‌صورت محدود در سینماها اکران شد و هم‌زمان در نتفلیکس نیز پخش گردید.

## خلاصه داستان
جوانی به نام آرلن به زمین‌های بایر تگزاس که با حصار از جامعه‌ی متمدن جدا شده است وارد می‌شود. در حالی که سعی دارد از محیط بی‌رحمی که او را احاطه کرده به سمت غرب برود ، توسط یک گروه از آدمخوارهای وحشی گرفته می‌شود و باید راهش را با نبرد باز کند. اما…

## شرح داستان
زن جوانی به نام آرلن به بیابانی در بیرون از تگزاس تبعید می‌شود، جایی که افراد نامطلوب از نظر دولت («دستهٔ بد») مجبورند برای بقا خودشان تلاش کنند. تابلویی نشان می‌دهد که این ناحیه خارج از ایالات متحده است و قوانین آمریکا و تابعیت دیگر اعمال نمی‌شود. آرلن خیلی زود توسط دو زن با یک گلف‌کار ربوده می‌شود. وقتی بیدار می‌شود، در حالی‌که زنجیر شده، زنی دست و پای راست او را قطع می‌کند. آرلن زن را فریب می‌دهد تا او را آزاد کند، سپس او را می‌کشد، آدم‌خواری از اعضای بدن انسان را می‌بیند و با خزیدن روی اسکیت‌برد می‌گریزد. در بیابان، یک گوشه‌نشین لال او را نجات می‌دهد و به سکونتگاهی موقتی به نام «کامفرت» می‌برد که در آن جشن‌های ریو شبانه جریان دارد.
پنج ماه بعد، آرلن پای مصنوعی دارد و در کامفرت خانه‌ای برای خود ساخته است. او با تپانچه‌ای به بیابان می‌رود. در حال بررسی یک گلف‌کار شبیه همان که آدم‌خواران استفاده می‌کردند، زنی و دختربچه‌ای را در میان زباله‌دانی پیدا می‌کند. او زن را متهم می‌کند که از جامعهٔ آدم‌خواران است و به سرش شلیک می‌کند. گوشه‌نشین او را می‌بیند که دخترک به نام هانی را به کامفرت می‌برد. میامی‌من، رهبر آدم‌خواران و پدر هانی، به دنبال او می‌رود، زن کشته‌شده را پیدا می‌کند و سپس گوشه‌نشین را. گوشه‌نشین در ازای یک پرترهٔ دست‌کشیده به او توصیه می‌کند «کامفرت را پیدا کن».
در کامفرت، آرلن در جشن ریو مواد توهم‌زا مصرف می‌کند که توسط «دریم»، رهبر فرقه‌مانند کامفرت، برگزار شده و دخترک را گم می‌کند، که در نهایت توسط دریم به خانه‌اش برده می‌شود. در حال هذیان، آرلن به بیابان سرگردان می‌شود و میامی‌من او را می‌یابد. او در تهدید به مرگ از آرلن می‌خواهد که دخترش را در کامفرت پیدا کند.
آرلِن و میامی‌من در مسیرشان به سوی کامفرت به یکدیگر نزدیک‌تر می‌شوند. او یک آدم‌خوار دیگر را که می‌خواست در ازای گوشت بدن آرلن بنزین معامله کند می‌کشد و آشکار می‌کند که به‌خاطر مهاجرت غیرقانونی از کوبا به این سرزمین بی‌قانون فرستاده شده است. اما مردی دیگر به سینهٔ میامی‌من شلیک می‌کند و آرلن با اکراه به کامفرت بازمی‌گردد. او در جستجوی هانی، سرانجام درمی‌یابد که او در عمارت دریم همراه با حرمسرای بزرگی از زنان باردار زندگی می‌کند.
آرلِن به دیدار دریم می‌رود. او توضیح می‌دهد که اقتصاد کامفرت بر پایهٔ مواد مخدری می‌چرخد که همخوابگانش تولید می‌کنند و اینکه کامفرت به‌دلیل لوله‌کشی‌ای که او فراهم کرده، عاری از مدفوع انسانی است. آرلن ظاهراً می‌پذیرد که به حرمسرای او بپیوندد، اما با استفاده از تپانچه‌ای که در پای مصنوعی‌اش پنهان کرده، یکی از زنان باردار را گروگان می‌گیرد. پس از بیرون کشیدن دختر، آنها با گلف‌کار از کامفرت بیرون می‌روند و با میامی‌من که گوشه‌نشین او را یافته و درمان کرده بود، دوباره متحد می‌شوند.
کودک و میامی‌من با خوشحالی دوباره به هم می‌پیوندند و آرلن نشان می‌دهد که ترجیح می‌دهد با او در بیابان بماند تا در کامفرت زندگی کند. میامی‌من می‌کوشد او را دلسرد کند و می‌گوید که او توانایی زنده‌ماندن در بیابان سخت را ندارد، اما او را نمی‌راند. هانی درخواست «اسپاگتی» می‌کند، چراکه به خوراک‌های خوب عمارت خو گرفته بود. در عوض، میامی‌من خرگوش خانگی دخترش را می‌گیرد و بعد هر سه کنار آتشی نشسته و آن را می‌خورند. میامی‌من پشت دختر گریانش را نوازش می‌کند و سپس او و آرلن در چشمان یکدیگر می‌نگرند و لبخند می‌زنند.

## بازیگران
سوکی واترهاوس در نقش آرلن
جیسون موموآ در نقش میامی‌من
جِیدا فینک در نقش هانی
کیانو ریوز در نقش دریم
جیم کری در نقش گوشه‌نشین
یولوندا راس در نقش ماریا
جیووانی ریبیسی در نقش جیغ‌زن
کُری رابرتس در نقش مرد سیاه‌پوست پل بزرگ
دیه‌گو لونا در نقش جیمی (بی‌ذکر در عنوان‌بندی)

## تولید
در ژانویهٔ ۲۰۱۵ اعلام شد که آنا لیلی امیرپور کارگردانی فیلم را بر عهده خواهد داشت، در حالی که مگان الیسون تهیه‌کنندگی آن را زیر پرچم اناپورنا پیکچرز انجام خواهد داد و دنی گابای و سینا سیاح تهیه‌کنندگان آن از سوی وایس فیلمز خواهند بود. در مارس ۲۰۱۵، کیانو ریوز، جیم کری، جیسون موموآ، سوکی واترهاوس و دیه‌گو لونا به فیلم پیوستند، هرچند نقش لونا در نهایت به یک حضور کوتاه و بی‌ذکر در محصول نهایی محدود شد. بودجهٔ فیلم ۶ میلیون دلار بود.

### فیلم‌برداری
فیلم‌برداری اصلی فیلم در ۸ آوریل ۲۰۱۵ در لس‌آنجلس آغاز شد. فیلم همچنین در نیلند، کالیفرنیا و بمبئی بیچ، کالیفرنیا فیلم‌برداری شد.

## اکران
این فیلم نخستین‌بار در جشنواره فیلم ونیز در ۶ سپتامبر ۲۰۱۶ نمایش داده شد. کمی بعد، نتفلیکس و اسکرین مدیا فیلمز به‌ترتیب حق پخش اینترنتی و اکران سینمایی آن را خریداری کردند. با این حال، بعداً نئون حق پخش فیلم را به دست آورد. این فیلم همچنین در جشنواره بین‌المللی فیلم تورنتو در ۸ سپتامبر ۲۰۱۶ نمایش داده شد. نئون آن را در ۲۳ ژوئن ۲۰۱۷ به‌صورت اکران محدود منتشر کرد و ۲۰۱٬۸۹۰ دلار فروش گیشه داشت. افزون بر اکران محدود و پخش در نتفلیکس، فروش دیجیتال اچ‌دی آن در آمازون ویدیو و آیتیونز از ۲۲ ژوئن ۲۰۱۷ آغاز شد. نسخهٔ دی‌وی‌دی و بلو-ری فیلم نیز در ۱۹ سپتامبر ۲۰۱۷ منتشر گردید.

## واکنش منتقدان
بر اساس وبگاه راتن تومیتوز، دار و دستهٔ بد لحظاتی تماشایی دارد، اما فیلمنامهٔ آن بیش از حد سطحی و خودشیفته است و نمی‌تواند طولانی‌بودنش یا روند کند داستانی‌اش را جبران کند. در متاکریتیک نیز این فیلم بر پایهٔ ۲۵ نقد، امتیاز ۶۲ از ۱۰۰ را دریافت کرده است.
گای لاج از مجلهٔ ورایتی نوشت: «اگرچه در جلوه‌های بصری پرزرق‌وبرق و طراحی صدای فیلم چیزهای زیادی برای لذت‌بردن وجود دارد، اما روایت آن بیش‌ازپیش کش‌دار و بی‌هدف به نظر می‌رسد.» لی مارشال از اسکرین اینترنشنال نوشت: «داستان نفسش به پایان می‌رسد، آن هم در حالی‌که هنوز نود دقیقهٔ کامل از فیلم باقی مانده است.» دیوید رونی از هالیوود ریپورتر نوشت: «فیلم بیش از حد طولانی است و بی‌رمقی‌هایی دارد، اما به اندازه‌ای سرپا می‌ماند که شما را پای تماشا نگه دارد.»

## جوایز
این فیلم برای رقابت در بخش شیر طلایی هفتاد و سومین جشنواره بین‌المللی فیلم ونیز انتخاب شد، جایی که جایزهٔ ویژهٔ هیئت داوران را به دست آورد.